# Mériel
|  | Per a altres significats, vegeu «Paul Mériel». |

Mériel és un municipi francès al departament de Val-d'Oise (regió d'Illa de França). L'any 2007 tenia 4.370 habitants.
Forma part del cantó de Saint-Ouen-l'Aumône, del districte de Pontoise i de la Comunitat de comunes de la Vallée de l'Oise et des Trois Forêts.

## Demografia

### Població
El 2007 la població de fet de Mériel era de 4.370 persones. Hi havia 1.647 famílies, de les quals 368 eren unipersonals (139 homes vivint sols i 229 dones vivint soles), 505 parelles sense fills, 674 parelles amb fills i 100 famílies monoparentals amb fills.
La població ha evolucionat segons el següent gràfic:

### Habitatges
El 2007 hi havia 1.807 habitatges, 1.698 eren l'habitatge principal de la família, 39 eren segones residències i 70 estaven desocupats. 1.526 eren cases i 268 eren apartaments. Dels 1.698 habitatges principals, 1.429 estaven ocupats pels seus propietaris, 223 estaven llogats i ocupats pels llogaters i 46 estaven cedits a títol gratuït; 59 tenien una cambra, 136 en tenien dues, 306 en tenien tres, 444 en tenien quatre i 753 en tenien cinc o més. 1.385 habitatges disposaven pel capbaix d'una plaça de pàrquing. A 770 habitatges hi havia un automòbil i a 755 n'hi havia dos o més.

### Piràmide de població
La piràmide de població per edats i sexe el 2009 era:
| Homes | Edats   | Dones |
| ----- | ------- | ----- |
| 0     | 95 o +  | 0     |
| 1     | 90 a 94 | 10    |
| 23    | 85 a 89 | 22    |
| 26    | 80 a 84 | 19    |
| 52    | 75 a 79 | 83    |
| 64    | 70 a 74 | 90    |
| 62    | 65 a 69 | 71    |
| 78    | 60 a 64 | 95    |
| 129   | 55 a 59 | 100   |
| 172   | 50 a 54 | 201   |
| 198   | 45 a 49 | 151   |
| 184   | 40 a 44 | 231   |
| 141   | 35 a 39 | 182   |
| 121   | 30 a 34 | 116   |
| 122   | 25 a 29 | 122   |
| 139   | 20 a 24 | 124   |
| 160   | 15 a 19 | 185   |
| 185   | 10 a 14 | 168   |
| 116   | 5 a 9   | 140   |
| 105   | 0 a 4   | 76    |

## Economia
El 2007 la població en edat de treballar era de 3.014 persones, 2.265 eren actives i 749 eren inactives. De les 2.265 persones actives 2.104 estaven ocupades (1.105 homes i 999 dones) i 161 estaven aturades (85 homes i 76 dones). De les 749 persones inactives 247 estaven jubilades, 289 estaven estudiant i 213 estaven classificades com a «altres inactius».

### Ingressos
El 2009 a Mériel hi havia 1.704 unitats fiscals que integraven 4.540 persones, la mediana anual d'ingressos fiscals per persona era de 24.760 €.

### Activitats econòmiques
Dels 152 establiments que hi havia el 2007, 1 era d'una empresa extractiva, 2 d'empreses alimentàries, 1 d'una empresa de fabricació de material elèctric, 7 d'empreses de fabricació d'altres productes industrials, 34 d'empreses de construcció, 25 d'empreses de comerç i reparació d'automòbils, 7 d'empreses de transport, 7 d'empreses d'hostatgeria i restauració, 8 d'empreses d'informació i comunicació, 5 d'empreses immobiliàries, 30 d'empreses de serveis, 18 d'entitats de l'administració pública i 7 d'empreses classificades com a «altres activitats de serveis».
Dels 46 establiments de servei als particulars que hi havia el 2009, una era una oficina de correu, 2 tallers d'inspecció tècnica de vehicles, 1 autoescola, 2 paletes, 4 guixaires pintors, 4 fusteries, 12 lampisteries, tres electricistes, 4 empreses de construcció, dues perruqueries, 5 restaurants i 6 agències immobiliàries.
Dels 8 establiments comercials que hi havia el 2009, una era una gran superfície de material de bricolatge, tres fleques, una fleca, dues botigues de roba i una joieria.

## Equipaments sanitaris i escolars
Els 2 equipaments sanitaris que hi havia el 2009 eren farmàcies.
El 2009 hi havia 3 escoles maternals i 2 escoles elementals. Mériel disposava d'un col·legi d'educació secundària amb 499 alumnes.

## Poblacions més properes
El següent diagrama mostra les poblacions més properes.

## Persones de Mériel
- Jean Gabin, nascut a Mériel el 1904